# M90 (Mashreq)
De M90 is een primaire oost-westroute in het Internationaal wegennetwerk van de Arabische Mashreq, die de steden Doha en Ad Darb met elkaar verbindt. De weg begint in Doha en loopt daarna via Haradh, Al-Kharj, Sulayyil en Abha naar Ad Darb. Daarbij voert de weg door twee landen, namelijk Qatar en Saoedi-Arabië.
De M90 is tussen Salwa en Batha'a ook onderdeel van de M5.

## Nationale wegnummers
De M90 loopt over de volgende nationale wegnummers, van oost naar west:
| Nummer        | Tracé                |
| Qatar         | Qatar                |
| ------------- | -------------------- |
| Q5            | Doha - Saoedi-Arabië |
| Saoedi-Arabië |                      |
| -             | Qatar - Salwa        |
| 95            | Salwa - Batha'a      |
| 10            | Batha'a - Ad Darb    |

M5 · 
M7 · 
M9 · 
M10 · 
M15 · 
M20 · 
M25 · 
M30 · 
M35 · 
M40 · 
M45 · 
M47 · 
M50 · 
M51 · 
M55 · 
M60 · 
M65 · 
M67 · 
M70 · 
M75 · 
M80 · 
M90 · 
M100